# Hrabstwo Montgomery (Alabama)

Piramida wieku hrabstwa

Montgomery – hrabstwo w stanie Alabama w USA. Populacja liczy 229 363 mieszkańców (stan według spisu z 2010 roku). Stolicą hrabstwa jest Montgomery.
Powierzchnia hrabstwa to 2071 km² (w tym 26 km² stanowią wody). Gęstość zaludnienia wynosi 112 osób/km². 

## Miejscowości
- Pike Road
- Montgomery